# Rohullah Nikpai
Rohullah Nikpai (persană  روح‌الله نیکپا) (n. 15 iunie 1987, Kabul) este un sportiv afgan dublu-medaliat olimpic cu bronz la disciplina taekwondo.

## Carieră
Nikpai și-a început antrenamentele în Kabul, Afganistan, la 10 ani. Pe perioada sângerosului război civil din capitală, familia sa a părăsit orașul și s-a stabilit în una dintre multele tabere de refugiați din Iran. A devenit curând un membru al echipei de taekwondo formată din refugiați afgani, după ce a urmărit filme cu arte marțiale. S-a întors în Kabul în 2004 și și-a continuat antrenamentul la baza sportivă oferită de guvern. La Jocurile Asiei din 2006 care s-au desfășurat în Doha, Qatar, Nikpai a concurat în categoria sub 58 kg, unde a fost învins de viitorul medalist tailandez cu bronz Nattapong Tewawetchapong în șaisprezecimi.
Nikpai a concurat în categoria 58 kg la Jocurile Olimpice de vară din 2008, câștigând în fața dublului campion mondial, spaniolul Juan Antonio Ramos, urmând a câștiga medalia de bronz, prima medalie olimpică din istoria Afganistanului. A devenit un erou național, întâlnindu-se cu o mulțime de oameni la întoarcerea sa în țară. Nikpai a fost sunat și de președintele Afganistanului, Hamid Karzai, pentru a fi felicitat. I s-a acordat chiar și o casă, o mașină și alte obiecte de lux, plătite de guvern. „Sper că voi transmite cu ocazia aceasta un mesaj de pace țării mele, după 30 de ani de război,” a declarat Nikpai. La Jocurile Olimpice de vară din 2012, Rohullah s-a înscris în categoria 68 kg, unde a pierdut în fața iranianului Mohammad Bagheri Motamed; a obținut în cele din urmă medalia de bronz câștigând în fața britanicului Martin Stamper.